# Eumichtis aetnea
Eumichtis aetnea là một loài bướm đêm trong họ Noctuidae.